# Centre for Speed
Centre for Speed est un circuit de course automobile ovale de 4/10 de mile situé à Shediac, Nouveau-Brunswick (Canada), à environ 35 km à l'est de Moncton.
La série Maritime Pro Stock Tour s'y est produit de 2001 à 2003, puis en 2005 et 2006.